# 1904 год в науке
В 1904 году произошло:

## События
- 2 марта — полутеневое лунное затмение в южном полушарии (фаза −0,80)[1].
- 17 марта — кольцеобразное солнечное затмение (максимальная фаза 0,9367)[2].
- 31 марта — полутеневое лунное затмение в экваториальной зоне Земли (фаза −0,28)[1].
- 9 сентября — полное солнечное затмение (максимальная фаза 1,0709)[3].
- 24 сентября — полутеневое лунное затмение в южном полушарии (фаза −0,55)[1].
- Эдвард Маундер опубликовал диаграмму широтно-временного распределения солнечных пятен, так называемую «диаграмму бабочек» (англ. "butterfly diagram").
- И. В. Мещерский опубликовал работу «Уравнения движения точки переменной массы в общем случае». Представленное им в этой работе уравнение ныне носит его имя.

## Открытия
- 3 декабря — Гималия (Греч. ‘Ιμαλíα) является наибольшим нерегулярным спутником Юпитера. Обнаружил спутник Чарльз Диллон Перрайн в Ликской обсерватории.
- Анри Пуанкаре открыл сферу Пуанкаре, приведшую его к формулировке гипотезы Пуанкаре.
- Открытие стационарных линий межзвёздного кальция (И. Гартман, Германия).

## Изобретения
- Фридрих Штольц впервые синтезировал адреналин.
- Джон Флеминг изобрёл лампу с термокатодом.
- Хантаро Нагаока разработал раннюю, ошибочную «планетарную модель» атома («атом типа Сатурна»).
- Харви Хаббл запатентовал электрическую розетку.

## Новые виды животных
- Животные, описанные в 1904 году

## Награды
- Ломоносовская премия[4]:53-108
  - Н. А. Меншуткин за совокупность его обширных исследований в области теоретической химии[5].
- Нобелевская премия:
  - По физике — Джон Уильям Стретт (барон Рэлей), «За исследования плотностей наиболее распространённых газов и за открытие аргона в ходе этих исследований».
  - По физиологии и медицине — Иван Петрович Павлов, «За работу по физиологии пищеварения».
  - По химии — Уильям Рамзай, «В знак признания открытия им в атмосфере различных инертных газов и определения их места в периодической системе».
- Медаль Дарвина:
  - Уильям Бэтсон

## Родились
- 10 января — Александр Александрович Баев, советский биохимик (ум. 1994).
- 31 января — Иван Никанорович Алексеенко, советский инженер-конструктор, танкостроитель (ум. 1976).
- 20 февраля — Абрам Исаакович Алиханов, советский физик, основатель Института теоретической и экспериментальной физики (ум. 1984).
- 4 марта — Георгий Антонович Гамов, астрофизик (ум. 1968).
- 22 апреля — Роберт Оппенгеймер, американский физик (ум. 1967).
- 9 мая — Грегори Бейтсон, британо-американский антрополог (ум. 1980).
- 21 мая — Григорий Захарович Айзенберг, российский учёный в области связи, лауреат Ленинской, Сталинской и Государственной премии, заслуженный деятель науки и техники РСФСР, доктор технических наук, профессор (ум. 1994).
- 26 июня — Анисим Фёдорович Бермант, российский математик и педагог (ум. 1959).
- 29 июня — Витольд Гуревич, польский и американский математик (ум. 1956).
- 23 сентября — Павел Гаврилович Гаганов, гидротехник, Лучший флоксовод СССР (ум. 1972)
- 26 октября — Николай Леонидович Духов, советский конструктор бронетехники, ядерного и термоядерного оружия, трижды Герой Социалистического Труда, лауреат Сталинской, Ленинской и Государственной премий СССР.
- 27 октября — Борис Львович Астауров, советский биолог (цитогенетик, эмбриолог-экспериментатор), академик АН СССР (ум. 1974).
- Владимир Дмитриевич Аракин, советский лингвист, доктор филологических наук, профессор МПГУ им. В. И. Ленина (ум. 1983).
- Владимир Ильич Аснин, советский и украинский психолог, последователь Выготского и представитель Харьковской школы психологии (ум. 1956).
- Александр Гершенкрон, американский экономист российского происхождения (ум. 1978).

## Скончались
- 4 января — Фридрих фон Йолли, немецкий врач (род. в 1844).
- 8 февраля — Альфред Кирхгоф, немецкий географ (род. в 1838).
- 23 марта — Михаил Михайлович Зайцев, русский химик-органик, брат А. М. Зайцева, ученик А. М. Бутлерова (род. в 1845).
- 1 мая — Вильгельм Гис, швейцарский анатом, гистолог и эмбриолог (род. в 1831).
- 14 мая — Фёдор Александрович Бредихин, русский астроном, академик Петербургской АН (род. в 1831).
- 3 июля — Витольд Згленицкий, геолог, основоположник добычи нефти из-под дна Каспия, филантроп, «польский Нобель» (род. в 1850).
- 4 августа — Христоф фон Зигварт, немецкий философ-логик, близкий к неокантианству, психологист (род. в 1830).
- 7 августа — Генрих Эдуард фон Ладе, немецкий банкир и астроном-любитель (род. в 1817).
- 20 ноября — Иван Николаевич Горожанкин, русский ботаник (род. в 1848).
- Вильгельм Швакке, немецкий ботаник, исследователь Южной Америки (род. 1848).